# 이수 (1968년 영화)
이수는 1968년 공개된 대한민국의 영화이다.

## 배역
- 신성일
- 남정임
- 윤정희